# Симашки

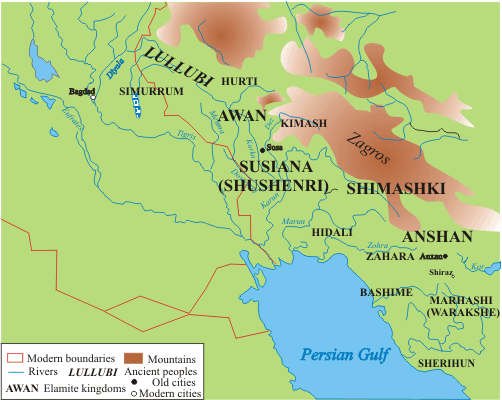
Царство Симашки и другие территории Элама.

Династия Симашки — царская династия, правившая в 2030 до н. э. — 1850 до н. э. в древнем государстве Элам (Южный Иран). Симашки, откуда она происходит, мог быть расположен близ Месджеде-Солеймана.
- Гирнамме ок. 2030 до н. э.
- Энпи-луххан ок. 2015 до н. э.
- Хутрантемпти 2010 до н. э. — 1990 до н. э.
- Киндатту 1990 до н. э. — 1970 до н. э.
- Идатту I 1970 до н. э. — 1945 до н. э.
- Тан-Рухуратер 1945 до н. э. — 1925 до н. э.
- Идатту II 1925 до н. э. — 1900 до н. э.
- Идатту-Напир 1900 до н. э. — 1875 до н. э.
- Идатту-Темпти 1875 до н. э. — 1850 до н. э.